# 関田駒吉
関田 駒吉（せきだ こまきち、1875年（明治8年）2月15日 - 1939年（昭和14年）11月5日）は、日本の海軍軍人。最終階級は海軍少将。

## 来歴
1875年（明治8年）2月15日、高知県長岡郡大篠村（現在の南国市）に生まれた。初め宮地氏を称し、3歳にして父に別れ、醫家関田修斎に養われて、その家を継いだ。夙に才学に秀で、海南学校より海軍兵学校に進学し卒業（24期）。明治30年10月、少尉候補生を命ぜられるとともに軍艦比叡乗組となり、後、松島や厳島に転じ、翌年4月1日海軍少尉に任ぜられ、尋いで5月10日正八位に叙せられた。宇治艦長、最上艦長、松江艦長、満州艦長などを歴任。のち少将を任官。退役後は郷土史の研究をした余生を過ごした。行年65歳。
駒吉は出身の海軍が象徴する船舶に興味を持ち、「廻船大法」が北条義時の命によって兵庫、浦戸、坊の津の代表が集まって貞応2年（1223年）に制定されたとする奥書を偽物とし室町期に瀬戸内海の水軍、村上水軍の活動を示すものと論じた。また、土佐南学伝統が南村梅軒が始祖とあるのに疑問を持ち、吸江寺の学統であるとし、それぞれの学説を発表した。

## 栄典
位階
- 1901年（明治34年）12月17日 - 正七位[7]
- 1923年（大正12年）4月30日 - 従四位[8]

勲章等
- 1902年（明治35年）5月10日 - 明治三十三年従軍記章[9]
- 1906年（明治39年）4月1日 - 勲五等双光旭日章・明治三十七八年従軍記章[10]

## 親族
・父:関田修斎

## 参考資料
- 『高知県人名事典』高知市民図書館、1970年。